# Kovářov (Bouzov)
Kovářov je malá vesnice, část obce Bouzov v okrese Olomouc. Nachází se asi 4 km na východ od Bouzova. V roce 2009 zde bylo evidováno 43 adres. V roce 2001 zde trvale žilo 78 obyvatel.
Kovářov leží v katastrálním území Kovářov u Bouzova o rozloze 1,59 km2.

## Historie
První písemná zmínka o obci pochází z roku 1375.
Vesnice patřila od roku 1481 k chudobínskému panství, kdy se jejím majitelem stal Jan Zoubek ze Zdětína. Jeho dědicové si vesnici předávali až do roku 1622, kdy byl evangelický následovník panství nucen kvůli rekatolizaci prodat.
V roce 1790 měla obec 119 obyvatel v 21 domech, na přelomu 19. a 20. století tu bylo 181 obyvatel v 33 domech.
Roku 1831 byla v obci zřízena škola, nová budova i se stálým učitelem byla postavena o sedmnáct let později.

## Obyvatelstvo

### Struktura
Vývoj počtu obyvatel za celou obec i  za jeho jednotlivé části uvádí tabulka níže, ve které se zobrazuje i příslušnost jednotlivých částí k obci či následné odtržení. 
| Místní části   | Místní části | 1869 | 1880 | 1890 | 1900 | 1910 | 1921 | 1930 | 1950 | 1961 | 1970 | 1980 | 1991 | 2001 | 2011 |
| -------------- | ------------ | ---- | ---- | ---- | ---- | ---- | ---- | ---- | ---- | ---- | ---- | ---- | ---- | ---- | ---- |
| Počet obyvatel | část Kovářov | 192  | 174  | 183  | 181  | 179  | 184  | 179  | 146  | 144  | 124  | 97   | 87   | 78   | 75   |
| Počet domů     | část Kovářov | 29   | 31   | 31   | 33   | 35   | 35   | 38   | 44   | 39   | 38   | 31   | 36   | 35   | 35   |

## Pamětihodnosti
Západně od obce směrem k Hvozdečku se v lese Rachavy nachází zbytky kruhové šachtové vápenky sloužících v pálení vápna. Ta byla v provozu pouze krátce okolo roku 1925, pracovalo v ní celkem šest lidí, z nichž čtyři obstarávali vápno v nedalekém lomu a dva pálili. Z lomu k samotné vápence vedla kamenem vykládaná cesta opatřená kolejnicemi, po které se pohybovaly vozíky pomocí samospádu. Úpadek a opuštění vápenky však přišlo krátce po jejím vzniku kvůli přechodu k průmyslové výrobě vápna a otevření vápenky pracující na tomto principu v nedalekém Měrotíně. Dodnes se z ní zachovala kruhová stavba z lomového kamene a vnitřní šamotová vyzdívka.
U rozcestí na Slavětín a Ješov se nacházejí boží muka.
Uprostřed obce stojí kaple svatého Jana Nepomuckého, před kterou je situován kříž.

## Fotogalerie

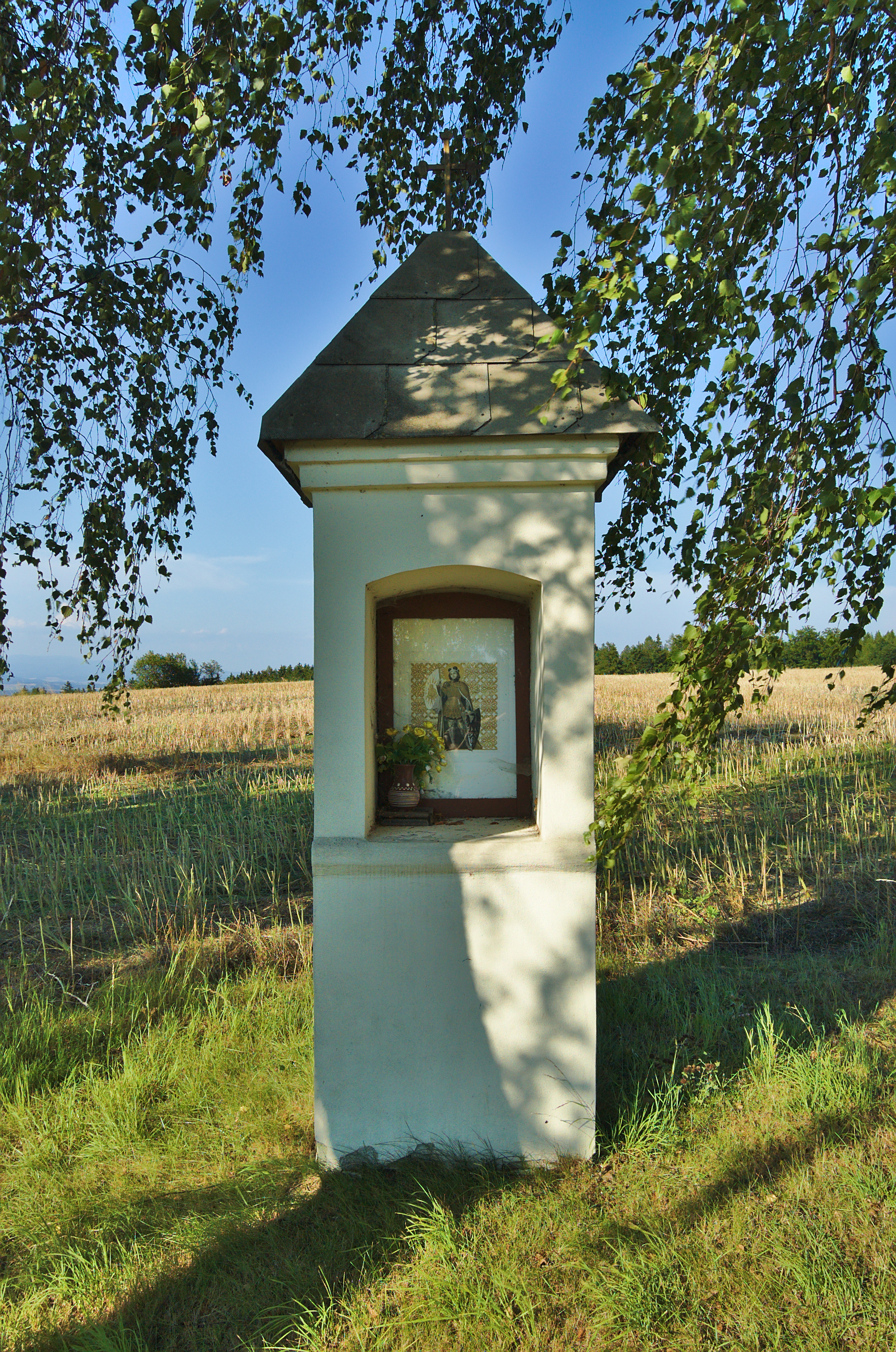
Boží muka na rozcestí na Slavětín a Ješov
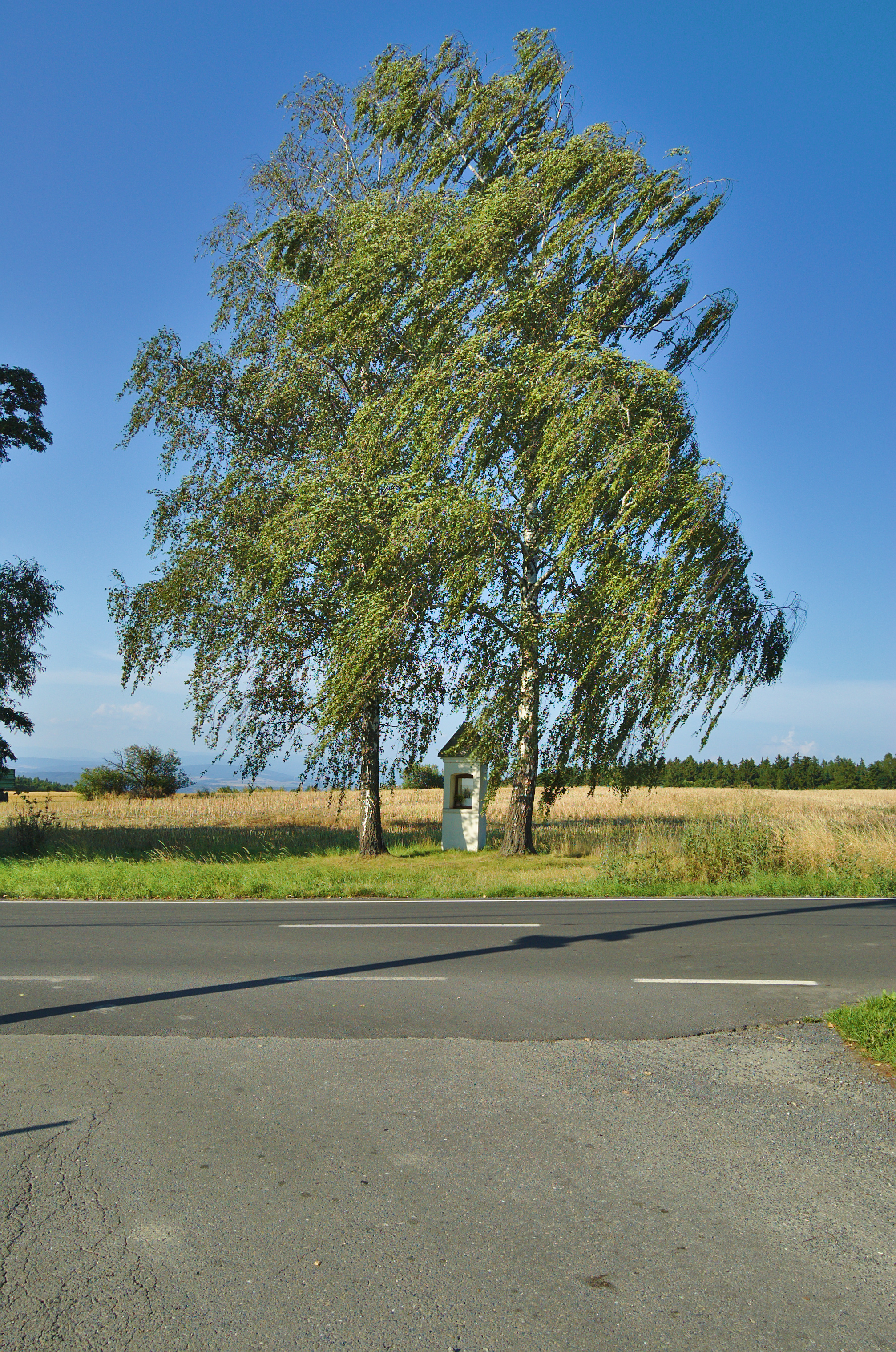
Boží muka na rozcestí na Slavětín a Ješov
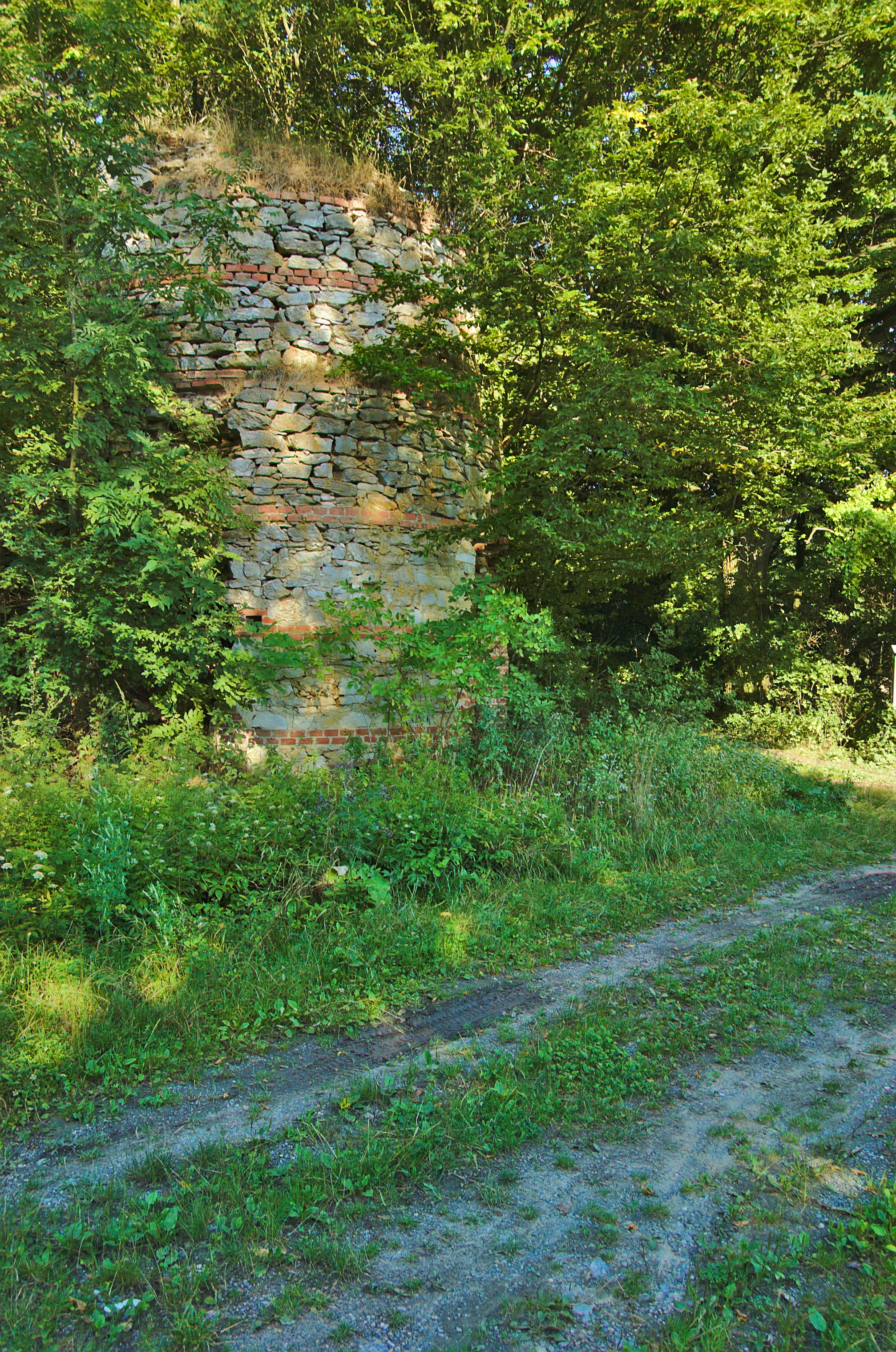
Jednoduchá kruhová šachtová vápenka
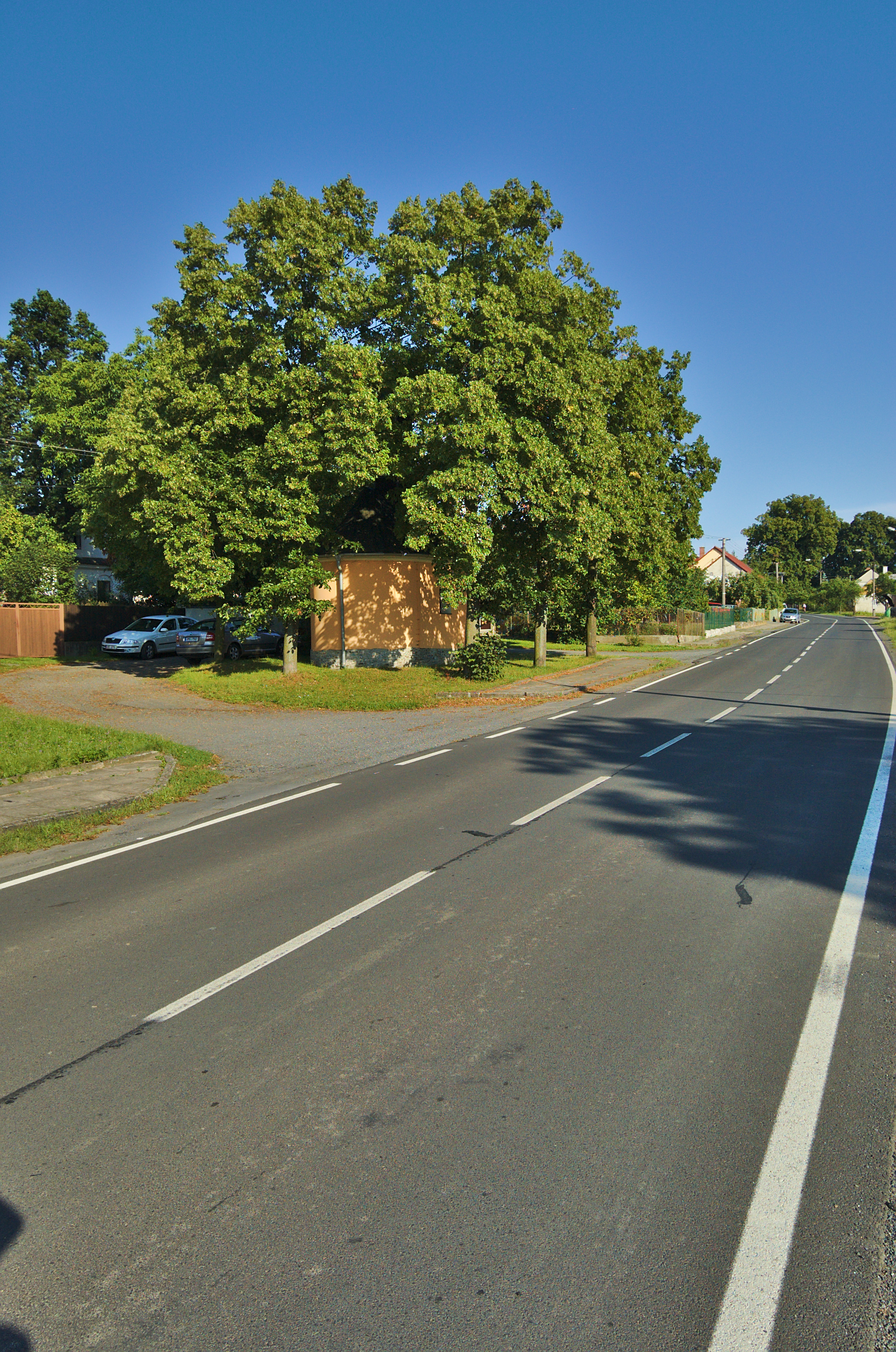
Kaple
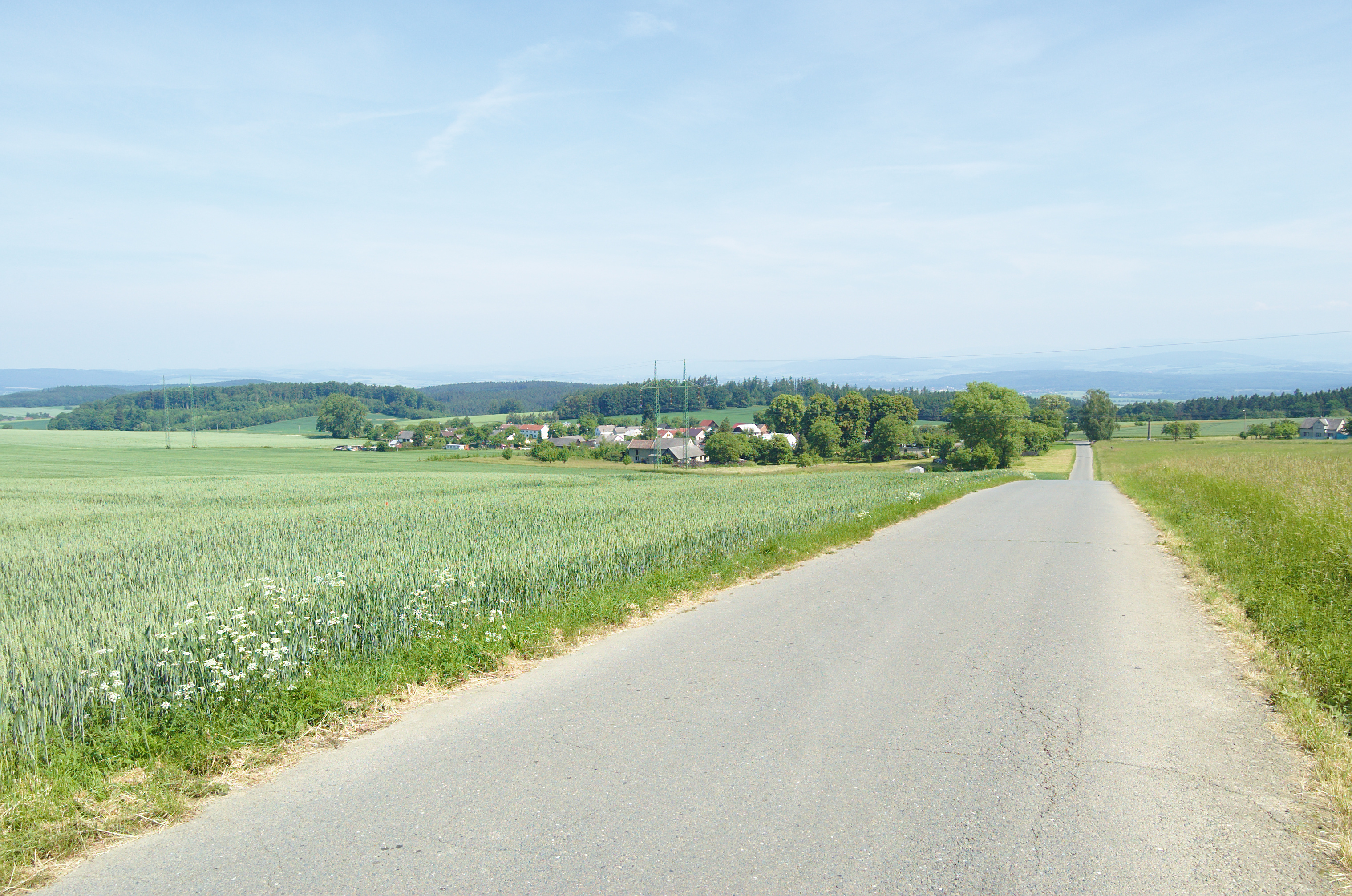
Pohled na obec od jihu
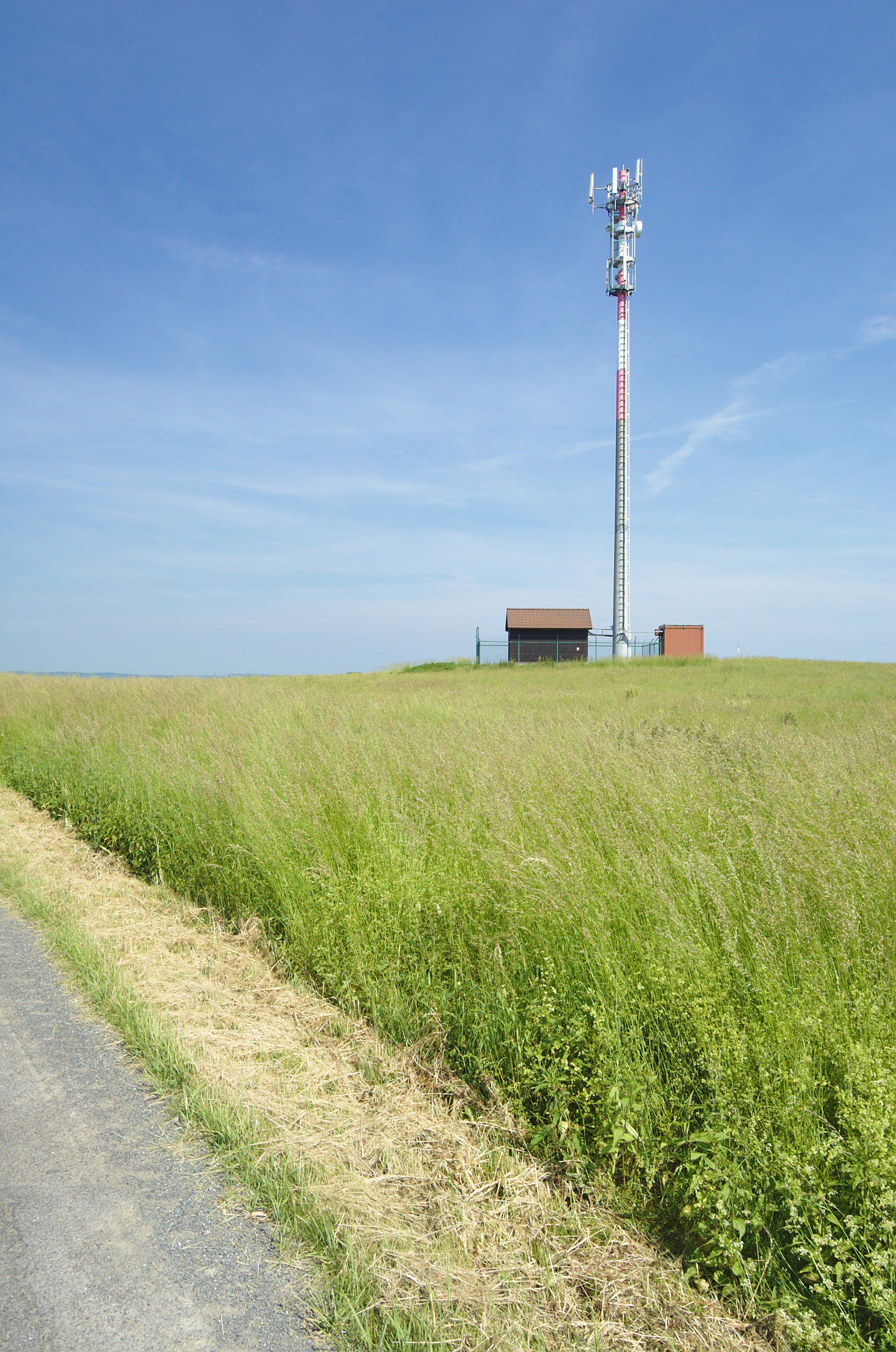
BTS nad obcí